# 8 × 22 mm Nambu

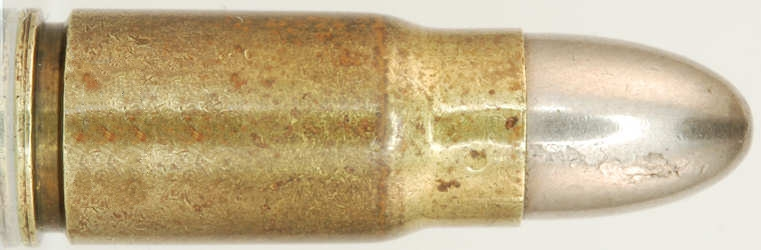
Un cartucho 8 × 22 mm Nambu

El 8×22mm Nambu es un cartucho para pistola, sin pestaña y con cuello de botella introducido en Japón en 1904. Fue utilizado en las pistolas Nambu Tipo A y B, Nambu Tipo 14 y Tipo 94; Tokyo Arsenal Modelo 1927, pistola ametralladora Tipo 2, Hino Komuro M1908 y el subfusil Tipo 100. Utiliza balas 8,2 mm (.320"). La potencia es relativamente baja, con cargas militares que desarrollan alrededor de 280 J (200 pies·libras), comparable al americano .380 ACP y sustancialmente más débil que los cartuchos militares contemporáneos como los 9 × 19 mm Parabellum , .45 ACP, y 7.62 × 25 mm Tokarev.
Como el destino de casi todos los diseños de armas japonesas Imperiales contemporáneas, la producción del 8 mm Nambu cesó luego de finalizada la Segunda Guerra Mundial, cuando las armas que lo disparaban fueron retiradas del servicio. Mientras una producción a pequeña escala (principalmente utilizando latón remanufacturado) ha ocurrido en los Estados Unidos, la recarga manual es común entre dueños de pistolas 8 mm Nambu. 
Los cartuchos del Ejército Japonés en 8 mm Nambu no tienen marcas en el culote, a diferencia de los cartuchos de la Marina Japonesa. 